# Арифмометр

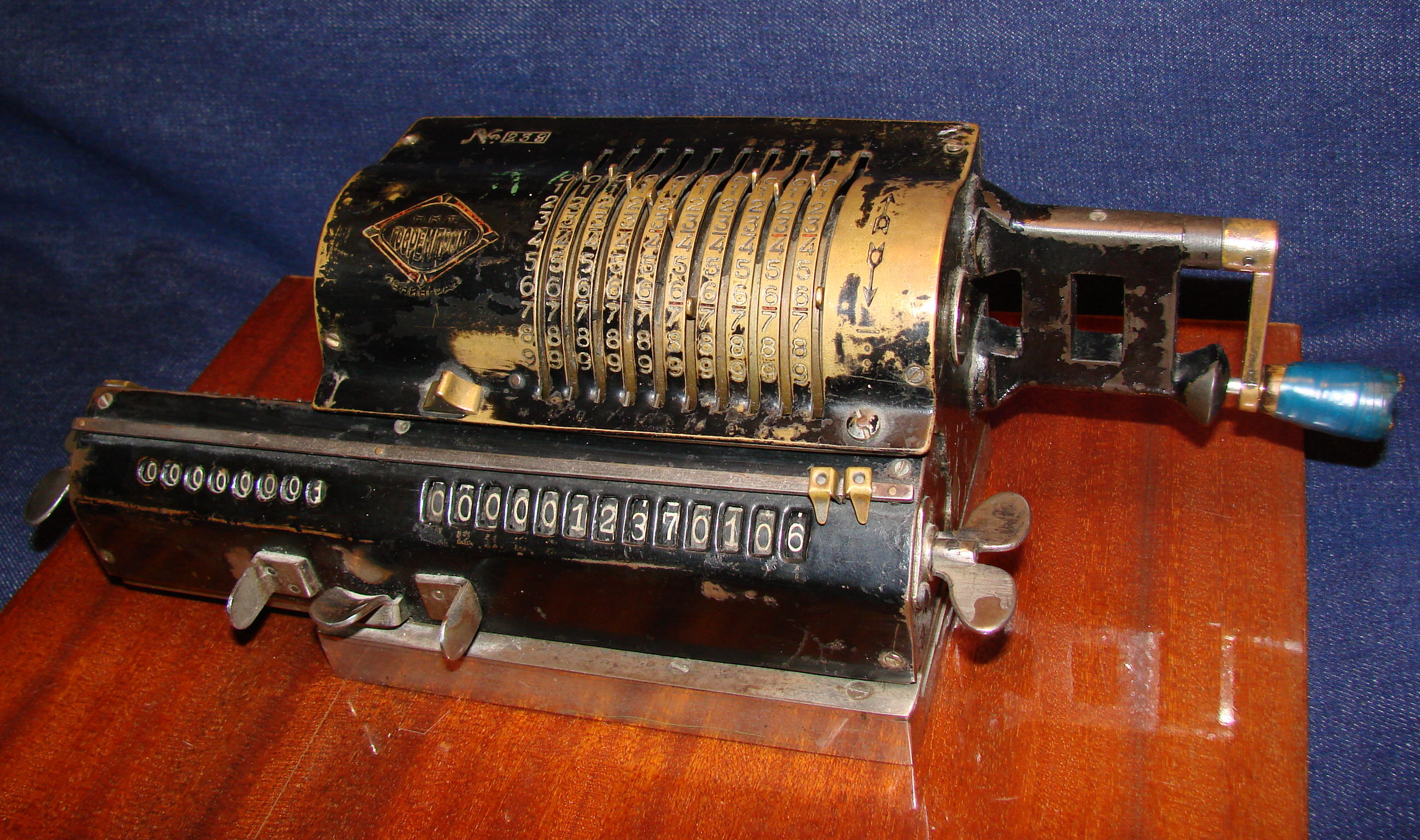
Арифмометр 1932 года выпуска

Арифмо́метр (от греч. «αριθμός» — «число», «счёт» и греч. «μέτρον» — «мера», «измеритель») — настольная или портативная механическая вычислительная машина, предназначенная для точного умножения и деления, а также для сложения и вычитания. Механическая вычислительная машина, ведущая автоматическую запись обрабатываемых чисел и результатов на особой ленте — арифмограф.
Принцип действия арифмометра — поразрядное сложение и сдвиг суммы частных произведений. Основное отличие от более простых механических вычислительных устройств — суммирующих машин — возможность эффективно выполнять операции умножения и деления. Арифмометр не может работать с конечными разностями и потому не способен давать приближённые решения дифференциальных уравнений.
Чаще всего арифмометры были настольными, изредка встречались карманные модели (например, Curta). Этим они были похожи на другие настольные механические счётные машины типа Comptometer, Contex-10 или ВММ-2, но отличались от больших напольных вычислительных машин, таких как табуляторы (например, Т-5М) или механические компьютеры (например, Z-1, разностная машина Чарльза Бэббиджа).

## История
13-разрядный десятичный счётчик (возможно, часть более сложной машины) начертил около 1500 года Леонардо да Винчи, но о распространении или воплощениях этой идеи сведений нет.
В 1623 году Вильгельм Шиккард разработал «считающие часы» — 6-разрядную машину из трёх узлов: устройства сложения-вычитания, множительного устройства и блока записи промежуточных результатов. Считается, что два экземпляра считающих часов (один из которых был сделан для Иоганна Кеплера) сгорели в пожаре 1635 года. В 1960 году по чертежам Шиккарда был построен действующий арифмометр, однако устройство пришлось существенно усовершенствовать, в связи с чем приоритет Шиккарда в изобретении действующего устройства под сомнением.
В 1642 году Блез Паскаль создал пятиразрядную «Паскалину», впоследствии многократно совершенствовал устройство, перешёл на шестиразрядный механизм, создал около 50 вариантов и продал около дюжины экземпляров, 9 экземпляров дошли до наших дней. Но поскольку умножение в устройствах Паскаля механизировано не было, их можно считать лишь суммирующими машинами и нельзя отнести к категории арифмометров.
В 1673 году Готфрид Лейбниц усовершенствовал механизм Паскаля — добавил движущуюся часть и рукоять, позволявшую крутить шаговый барабан (колесо Лейбница) — тем самым арифмометр Лейбница позволял более эффективно выполнять повторяющиеся операции, посредством которых реализовывалось умножение и деление. Всего было построено два устройства, одно из них сохранилось до наших дней.
В 1674 году была создана машина Самюэля Морленда, также позволявшую эффективно умножать числа, сохранился один экземпляр. В 1709 году итальянский учёный Джованни де Полени представил свою модель арифмометра — арифмометр Полени, использующий зубчатое колесо с изменяемым количеством зубьев и механизированный привод.

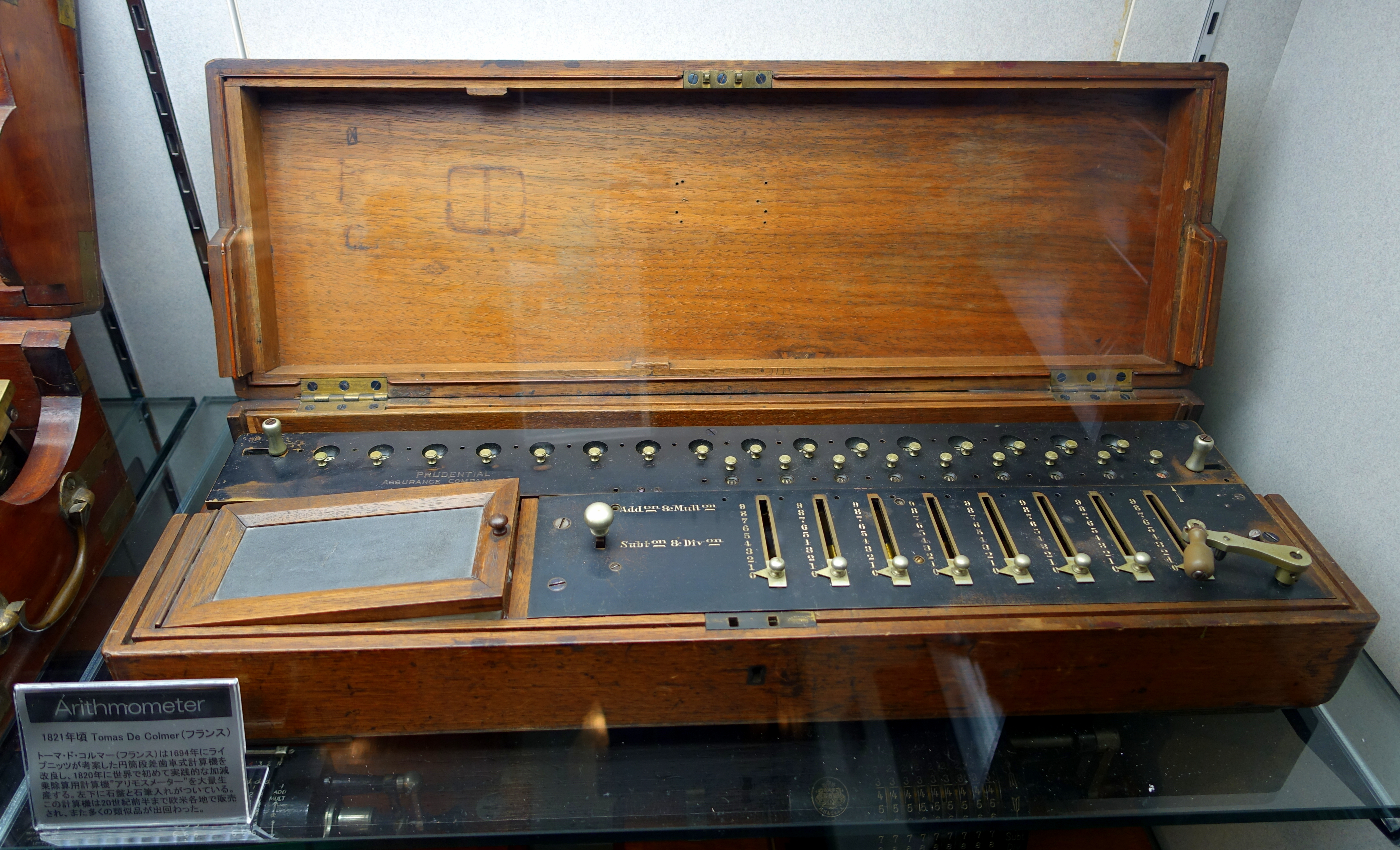
Арифмометр Тома, 1821

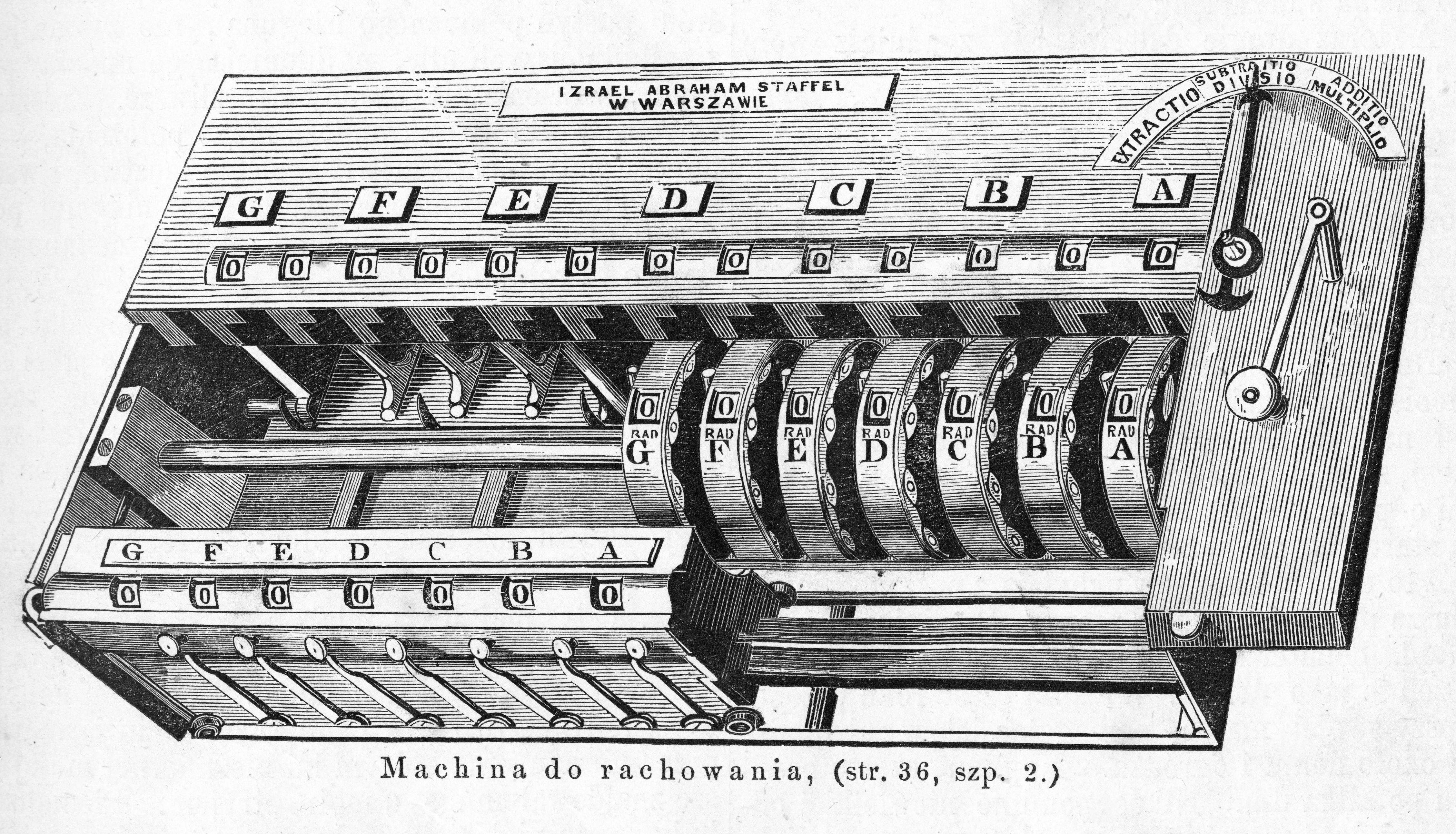
Арифмометр Штафеля, 1845

В 1820 году Тома де Кольмар начал серийный выпуск арифмометров, в целом сходных с арифмометром Лейбница, но имевших ряд конструктивных отличий. Его арифмометр выпускался с различными усовершенствованиями в течение 100 лет по 300—400 экземпляров в год.
В первой половине XIX века свои модели арифмометров изобрели Авраам Яков Штерн, Израиль Авраам Штафель и Хаим-Зелик Слонимский.
В 1850-х годах Пафнутий Чебышёв создал первую автоматическую суммирующую машину непрерывного действия, а в 1881 году — множительно-делительную приставку к ней, тем самым переводящую её в категорию автоматических арифмометров; экземпляр передан в Музей искусств и ремёсел в Париже.
Фрэнк Стивен Болдуин в 1873 году создал машину под названием «арифмометр», патент был выдан 28 июля 1874 года. В 1890 году было начато серийное производство арифмометров Однера — самого распространённого типа арифмометров XX века.
В СССР самым популярным арифмометром был производившийся в 1929—1978 годах «Феликс». Общий тираж этих машин составил несколько миллионов, было произведено более двух десятков модификаций. Школьников учили обращаться с этой машиной.
В настоящее время арифмометры можно найти в музеях, таких как Политехнический музей в Москве, Немецкий музей в Мюнхене или Музей вычислительной техники в Ганновере.

## Принцип работы
Принцип работы арифмометров основан на механике, доступной в раннюю индустриальную эпоху, — зубчатых колёсах и цилиндрах.
Числа вводятся в арифмометр, преобразуются и передаются пользователю (выводятся в окнах счётчиков или печатаются на ленте) с использованием только механических устройств. На арифмометре «Феликс» ввод чисел осуществляется перемещением рычажков вверх-вниз. Операция сложения требует оттягивания расположенной справа ручки и проворачивания её на один оборот на себя. Операция вычитания — наоборот, проворачивания на один оборот от себя.
При этом арифмометр может использовать исключительно механический привод (для работы на них надо постоянно крутить ручку, как в «Феликсе») или производить часть операций с использованием электромотора. Арифмометры являются цифровыми (а не аналоговыми, как логарифмическая линейка) устройствами, поэтому результат вычисления не зависит от погрешности считывания и является точным.
Так как арифмометры предназначались в первую очередь для умножения и деления, почти у всех арифмометров есть устройство, отображающее количество сложений и вычитаний — счётчик оборотов (так как умножение и деление чаще всего реализовано как последовательные сложения и вычитания). Арифмометры могут выполнять сложение и вычитание, но на примитивных рычажных моделях (например, на арифмометре «Феликс») эти операции выполняются медленно — быстрее, чем умножение и деление, но медленнее, чем сложение и вычитание на простейших суммирующих машинах или вручную.
При работе на арифмометре порядок действий всегда задаётся вручную — непосредственно перед каждой операцией следует нажать соответствующую клавишу или повернуть соответствующий рычаг. Программируемых аналогов арифмометров практически не существовало.

## Модели арифмометров

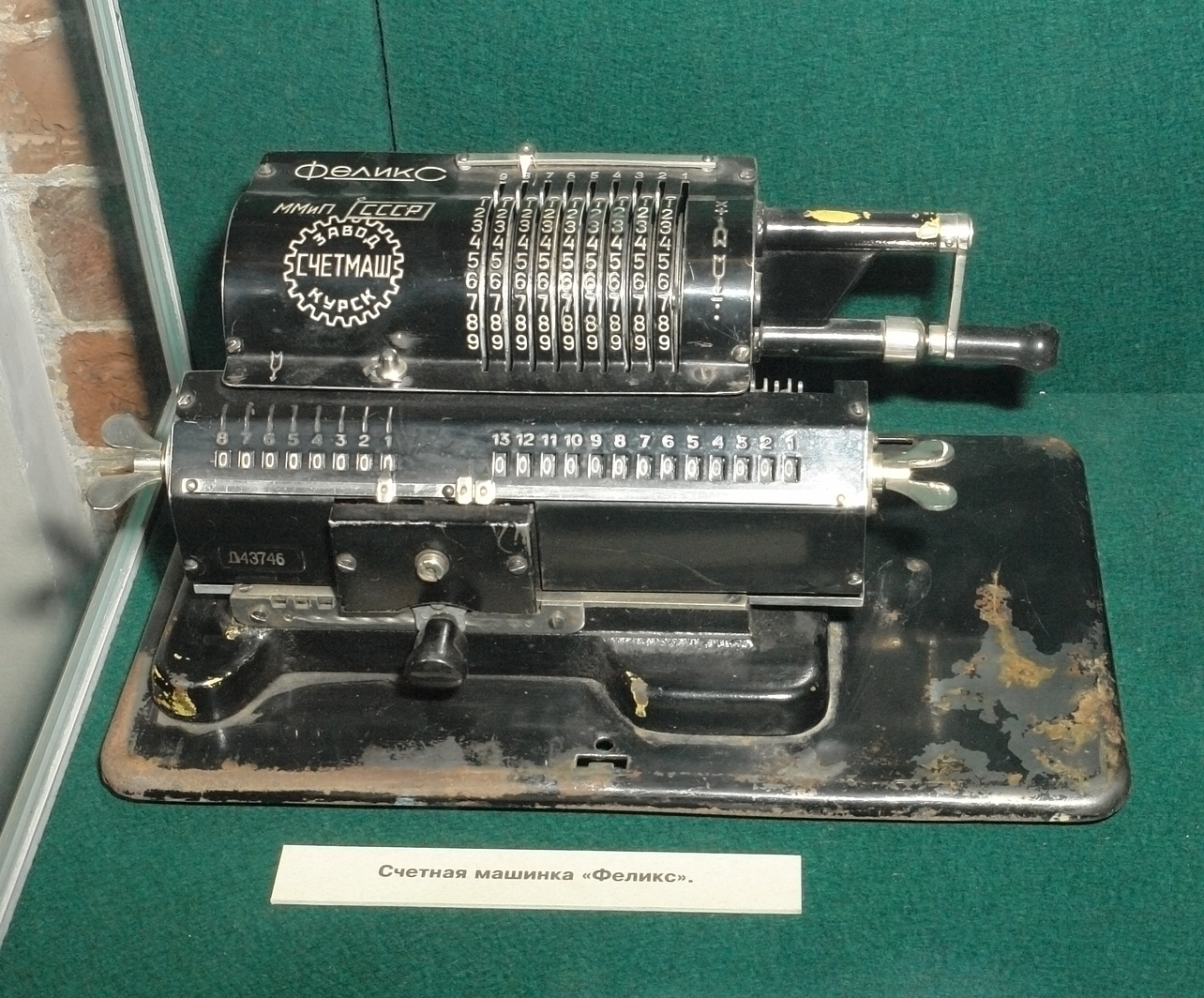
Счётная машинка «Феликс» (Музей воды, Санкт-Петербург)
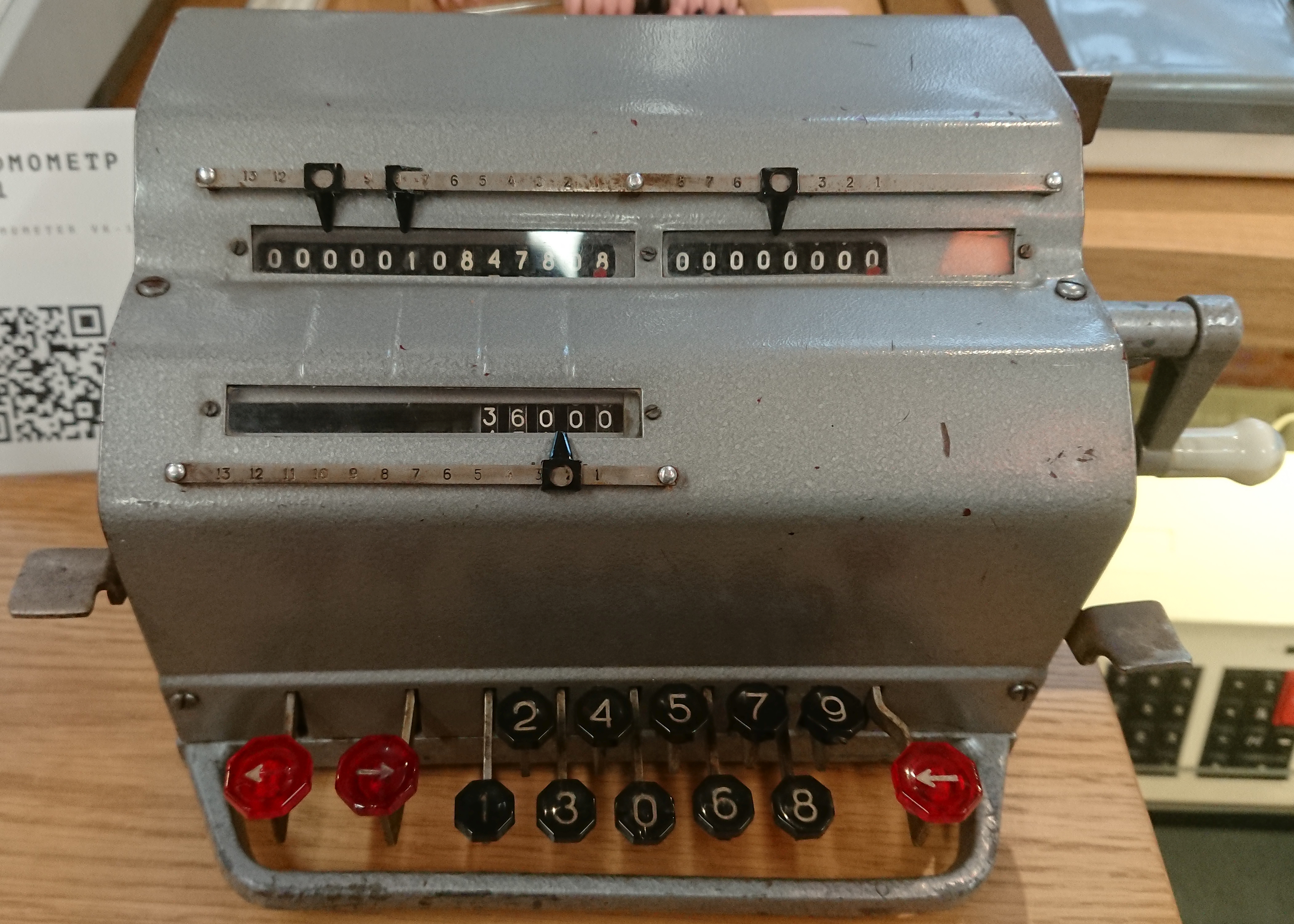
Арифмометр «ВК-1», 1951 год
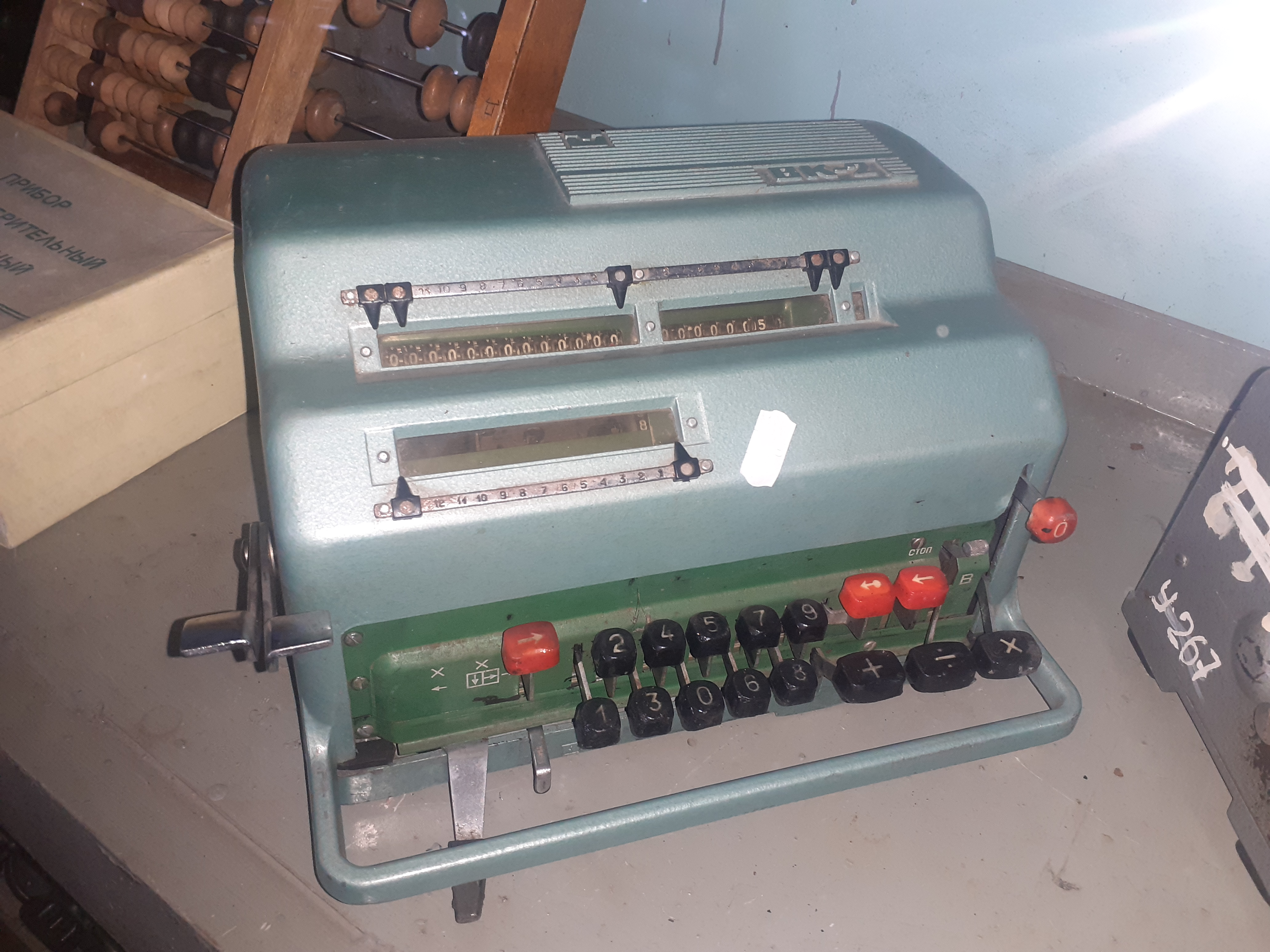
Арифмометр «ВК-2»
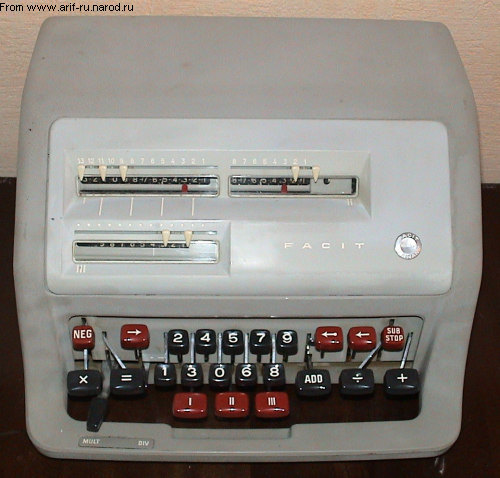
Арифмометр Facit CA 1-13
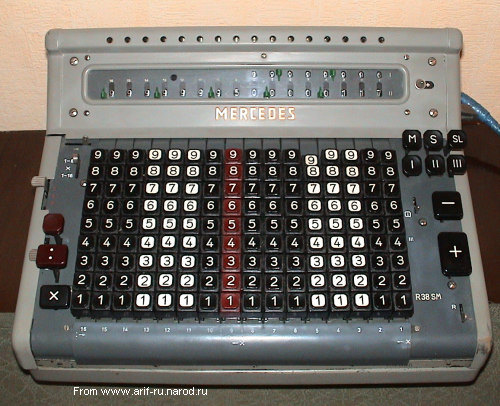
Mercedes R38SM

Модели арифмометров различались в основном по степени автоматизации (от неавтоматических, способных самостоятельно выполнять только сложение и вычитание, до полностью автоматических, снабжённых механизмами автоматического умножения, деления и некоторыми другими) и по конструкции (наиболее распространены были модели на основе колеса Однера и валика Лейбница).
Неавтоматические и автоматические машины выпускались в одно и то же время. Автоматические были гораздо удобнее, но стоили заметно дороже. Например, по данным каталога центрального бюро технической информации приборостроения и средств автоматизации (1958 года выпуска), в 1956 году арифмометр «Феликс» стоил 110 рублей, а вычислительная машина «ВММ-2» — 6000.

## В культуре
Жюль Верн в своём раннем, не опубликованном при жизни фантастико-футурологическом романе «Париж в XX веке» описывает механические вычислительные устройства, напоминающие сильно увеличенные арифмометры, одновременно похожие на рояль и представляющие собой дальнейшее усовершенствование моделей, которые создал Тома де Кольмар. Это единственное описание вычислительной техники у Жюля Верна.
Артур Конан Дойль в повести «Знак четырёх» использовал арифмометр как символ машинной точности мышления: именно с этим устройством доктор Ватсон сравнивает Шерлока Холмса.
Русский поэт Сергей Нельдихен в 1920-х годах задавал риторический на тот момент вопрос: «Арифмометр изобрели. А рифмометр?».
Министр экономического развития России Алексей Улюкаев, получив в подарок на юбилей арифмометр «Феликс», назвал его «очень хорошей вещью».

## Документалистика
- Документальный фильм из цикла «Первые в мире». ООО «Голд Медиум» по заказу ВГТРК. 2019 г (27 апреля 2018). Арифмометр Однера.  13 мин. Россия-Культура. {{cite episode}}: |series= пропущен или пуст (справка)